# Archives de Yougoslavie
Les archives de Yougoslavie (en serbe cyrillique : Архив Југославије ; en serbe latin : Arhiv Jugoslavije) sont situées à Belgrade, la capitale de la Serbie. Elles recueillent et protègent tous les documents produits par les corps d'État et les organisations de la Yougoslavie de 1918 à 2006. En tant qu'institution culturelle, elle dispose d'un musée et d'une bibliothèque. Le bâtiment des archives est situé dans le quartier belgradois de Senjak, l'un des plus élégants de la capitale serbe ; ce quartier fait lui-même partie du secteur historique et culturel de Topčider. En l'état, les archives constituent la plus grande collection sur l'histoire de la Yougoslavie. Le bâtiment des archives, construit entre 1930 et 1933, figure sur la liste des biens culturels de la Ville de Belgrade.

## Histoire
Les Archives de la Yougoslavie ont été créées le 21 janvier 1950 sous le nom d'Archive d'État de la République populaire de Yougoslavie (FNRJ). Trois ans plus tard, elles devinrent les *Archives d'État la FNRJ et, en 1964, les Archives de Yougoslavie. Elles conservèrent ce nom jusqu'en 2003, quand, à la suite de la création de la Serbie-et-Monténégro, elles furent rebaptisées Archives de la Serbie et Monténégro. En 2009,le gouvernement serbe lui rendit son ancien nom et lui garantit le statut de le statut d'institution culturelle de grande importance.

## Archives et collections
Les Archives de Yougoslavie abritent 24,5 km linéaires de documents, couvrant la période entre 1914 et 2006. Ces matériaux ont un rapport avec les activités du gouvernement central et des autorités publiques dans les domaines de la politique, de la finance, de l'économie, de la santé, de l'éducation, de la culture, de la politique sociale, de la justice, de la banque etc.
La collection de la période du royaume de Yougoslavie comprend 148 fonds datant de 1918 à 1945. Les archives matérielles de l'après-guerre comprennent 633 fonds, couvrant la période 1945 à 2006.

## Bâtiment des archives

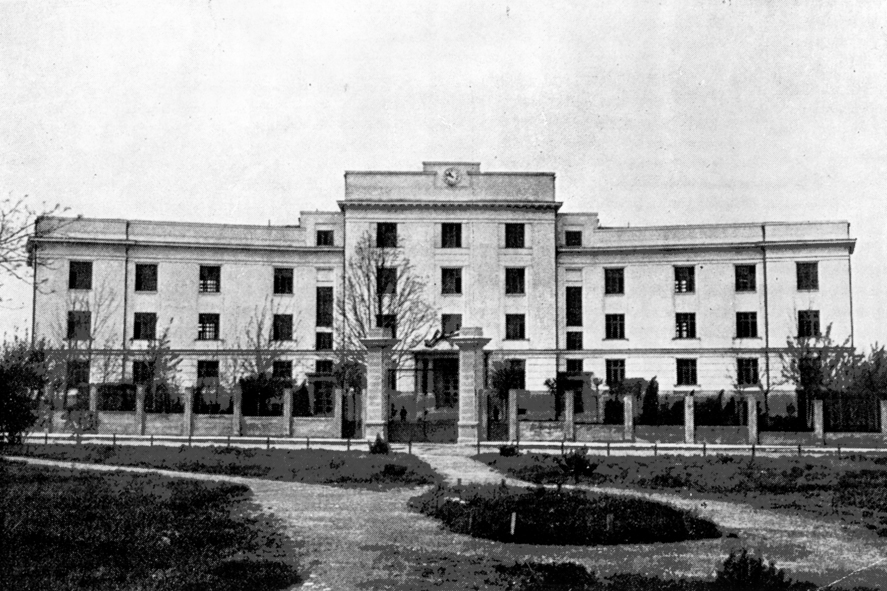
Internat des étudiants de l'école secondaire du roi Alexandre Ier, 1933

Le bâtiment, situé au 33 rue Vase Pelagića, qui abrite aujourd'hui les archives a été construit entre 1930 et 1933 pour servir de résidence au élèves de l'école secondaire ; il a été réalisé d'après les plans de l'architecte Vojin Petrović et réalisé dans l'esprit de l'académisme : il possède une structure monumentale avec une décoration architecturale modérée.
Pendant la Seconde Guerre mondiale et après la guerre, il a abrité des commandements militaires puis politiques. En 1969, il a été mis à la disposition des Archives de Yougoslavie.
En 2003, un buste du roi du roi Alexandre Ier, créé en 1936 par le sculpteur Slavko Miletic a été installé dans la cour des Archives de Yougoslavie.

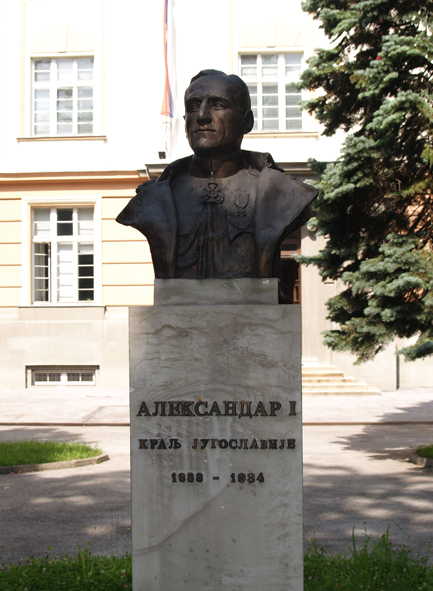
Buste du roi Alexandre Ier dans la cour des Archives de Yougoslavie